# Шультун
Шультун (ісп. Xultun) — руїни міста цивілізації мая у північно-східному Петен (Гватемала).

## Історія
Стародавня назва була Баашвіц (або Б'ааш-Віц), що перекладається як «Кам'янистий пагорб» (раніше його читали як Ток'віц). Утворено на початку класичного періоду, близько 350 року н. е. Навколо нього незабаром сформувалося невеличке царство з тією ж назвою. Із самого початку було союзником Мутульського царства. Під час вторгнення наприкінці IV століття теотіуаканських військ було підкорено, увійшовши до так званого «Нового порядку». Надалі залишалося вірним союзником й васалом Мутуля. Донька ахава Баашвіца — Упакаль-К'ініча — була дружиною мутульського володаря Чак-Ток-Іч'аахка III.
Правителі Баашвіца залишалися вірним Мутульського царству протягом усього періоду існування цієї держави. За деякими відомостями лише в середині VII ст. вимушено було підкоритися Канульському царству. Проте вже з 690-х знову ахави Баашвіца воювали на боці мутульських володарів. У 720-х роках встановлено союз з царством Ік' шляхом шлюбу баашвіцької принцеси Іш-Ха'аль-Хут-Пууч з царем Ік' — Тайєль-Чан-К'інічем. Після занепаду останніх у 830-х роках, царство Баашвіц продовжувала існувати до кінця IX ст. Зникло під час загального колапсу держав мая класичного періоду.

## Опис
Розташовано у межиріччі Уашакутун і Ішкан на відстані 6 км від Сан-Бартоло, 27,5 км від Уашактуна, 40 км на північний схід від руїн Тікаля.
Загальна площа становить 16 км2. Знайдено більше ніж 20 будов. Архітектура відповідає «стилю Петен».
Основу складає ритуально-адміністративний центр площею 66,5 га. Складається з головної площі, біля якої розташовано храм заввишки 35 м. Неподалік виявлено царські палаці, які становлять невеличкий акрополь. На території Шультуну розчищено декілька невеликих площ, 2 майданчики для гри у м'яч, 5 великих водойм.
Неподалік від Шультуну розташовувалося невеличке місто Чах-К'е'к-Куе, яке під час розквіту держави Баашвіц перетворилося на елітний район, де мешкали царські родичі та вища аристократія. Тут також було зведено царський палац заввишки 8 м. Поруч виявлені два інших міста-супутника — Ісла-Оазіс та Лас-Мінас.
Загалом знайдено 24 різьблені стели (з них 2 стели присвячені святкування закінчення 10-річчя, 6 стел — 20-річчя) та 17 гладеньких вівтарів, що датовані від 511 до 899 року (стела 10). Основні теми скульптур — династична (про діяльність володарів), у меншій мірі описуються військові події, ще менше стел має ритуальний характер. На стелі 1 зображено зодіак мая.

## Історія досліджень
Виявлено у 1920 році під час 4-ї експедиції Інституту Карнегі. У 1921 році були проведені розкопки нової експедиції Інституту Карнегі. У 1923 році 7-а експедиція Інституту Карнегі займалися виявленням точних географічних координат городища. Нові дослідження поновилися з 1990-х років.